# 205P/Giacobini
205P/Giacobini – kometa krótkookresowa, należąca do rodziny komet Jowisza.

## Odkrycie komety
Kometa została odkryta 4 września 1896 roku w Obserwatorium w Nicei. Jej odkrywcą był francuski astronom Michel Giacobini. Po odkryciu nie obserwowano jej podczas kolejnych powrotów w pobliże Słońca. Dopiero 10 września 2008 roku dostrzegli ją ponownie astronomowie amatorzy z Japonii Koichi Itagaki i Hiroshi Kaneda.

## Rozpad komety
Pojaśnienie komety i zwiększenie jej aktywności w roku 2008, gdy ponownie udało się ją odnaleźć, związane było z postępującym rozpadem jądra. Masy lodu wodnego, które zostały odsłonięte, wywołały zwiększoną aktywność komety.
Zidentyfikowano cztery fragmenty 205P/Giacobini:
- 205P/Giacobini
- 205P/Giacobini-A
- 205P/Giacobini-B
- 205P/Giacobini-C